# Maevia gracilipes
Maevia gracilipes är en spindelart som beskrevs av Władysław Taczanowski 1878. Maevia gracilipes ingår i släktet Maevia och familjen hoppspindlar. Inga underarter finns listade i Catalogue of Life.